# 岔道城
岔道城，位于北京市延庆区八达岭镇岔道村，是明朝建设的城塞，现存遗址。

## 历史
元朝灭亡后，蒙古军队退回大漠。瓦剌、鞑靼骑兵先后从八达岭口、白羊口、古北口等长城各口隘南下，杀人劫物，严重威胁京师安全。明朝初期，为了防范蒙古骑兵侵袭，沿塞外夯筑了不少土堡，派军队守卫，发现敌情时便点燃柴草或狼烟通报消息。长城以北的村庄名称中许多都带“堡”字，可能便和村庄附近的土堡有关。明朝朝廷在财政充盈后，又将各自独立的土堡连接形成土石结构的边墙，绵延百余里。边墙依山势而建。边墙、长城、墩台、烽火台及其他边关构成了防御体系。
八达岭关城西北的岔道处原来有一座土石结构的堡城，相传是汉朝建造。明朝嘉靖三十年（1551年），朝廷采纳大臣王士翘提出的加强边关军备的建议，重修岔道屯堡。隆庆五年（1571年），又对岔道屯堡进行加固，并在城墙外包砌青砖，形成了岔道城。从裸露的墙体可判定，岔道城不是一次性建成，而确实是经历了土堡、土石堡时期。长城守军驻扎在岔道城，所以该城又称为“兵城”。当时，岔道城内设有守备衙署，守备统领着三名把总，率兵788人。
过去，岔道城在北京西北名声很大，不仅因其为延庆八景中的“岔道秋风”，也是因为其曾经是北京城通往大漠的隘口及驿站。《居庸志略》载：“八达岭为居庸之禁扼，岔道又为八达岭之藩篱”。岔道城是居庸关及八达岭的军事前哨。古人评论称：“守岔道，所以守八达岭；守八达岭所以守居庸关；守居庸关所以守京师。”明朝末年，李自成起义军曾经三天未能攻下岔道城，不得不绕道石峡关攻入居庸关，进而攻占北京城。
昌平西北部的南口村旧称南口城，是个边塞关口，没有百姓居住。自南口至八达岭关城（元朝时称“北口”），有条狭长的山沟，因为南北关口而称为“关沟”。关沟全长40里，是太行山余脉与燕山山脉的分界线。关沟内壑险山高，林密草深，沟底的小路崎岖而不通马车，行人一天才可走完全程。南口城和岔道城是历代兵家必争之地，也是关沟南北两端的商人云集之处。岔道是从主路上分出的岔路。关沟北口有三条岔路，分别通往宣化、延庆、永宁。
1644年清军入山海关后，满蒙和睦，此地不再有战争。退役的军人就地转成民户，以种田为业，兵城演变为村庄，即如今的岔道村。如今，岔道城内外的二百多户人家同属岔道村，部分村民是当年驻守岔道城的军人的后裔。

## 建筑
岔道城是北京通往西北的军事据点和驿站。岔道城紧邻八达岭长城，如今保存尚好。
岔道城依北山偏东南方向的山势兴建，平面为不规则长方形，东西长约135丈（449米），南北宽约56丈（185米）。该城设有东、西城门（原来带有瓮城）；北山的边墙及墩台代替了城墙；南城墙上设有敌楼。西、东城门的“岔西雄关”与“岔东雄关”门额，均带有“万历三年”（1575年）题款。岔道城墙高约 2.6丈（8.5米），由青砖、石条、灰浆、夯土砌筑。城墙顶部墁砖，内低外高。排水槽朝向城内，不给来敌抛绳攀墙的机会，并且可以缓解北方少雨时的旱情。
如今，岔道城南城墙主体尚存，但是垛口、敌楼、箭孔已经全部无存，东、西城门重修了部分外墙、垛口、箭孔，城门洞的石条地面以及城门外的石板桥凸凹不平。西门内大街北侧有新修复的关帝庙、城隍庙。庙内有戏楼。城内还有客栈、驿站、三关庙、衙署、清真寺遗址，以及数棵古槐。